# Burelal
Burelal o Bu Kelal  (en árabe: بوقلال‎, en francés: Boukellal) es una localidad marroquí perteneciente al municipio de Dar el Quebdani, en la región Oriental. Desde 1912 hasta 1956 perteneció a la zona norte del Protectorado español de Marruecos.